# TLC (グループ)
TLC（ティーエルシー）は、アメリカ合衆国の女性R&Bグループ。T-ボズ、レフト・アイ、チリの3名で構成されていたが、2002年のレフト・アイの死により現在は2人組。

## 来歴
メインボーカルはアイオワ州出身のT-ボズ（T-Boz、本名：ティオンヌ・ワトキンス、1970年4月26日 - ）、ラップと作詞担当はレフト・アイ（Left Eye、本名：リサ・ロペス、1971年5月27日 - 2002年4月25日）、メインボーカルとコーラスをチリ（Chilli、本名：ロゾンダ・トーマス、1971年2月27日 - ）が担当。
グループの名前は「Tender Loving Care」からと、3人のニックネームの頭文字から。当初は「セカンド・ネイチャー」というグループ名で結成していたT-ボズ、レフト・アイ、クリスタルというメンバーでデビューするはずだったが、マネジメントを引受けたペブルス（L.A.リードの妻）の判断によりデビュー前にクリスタルは実力不足で解雇され、チリが加入した。それぞれのニックネームの由来は、T-ボズはTionneのTと、リーダーという意味のボス（boss）から。レフト・アイは彼氏に可愛いといわれた左目を細める癖から。チリは最初、クッキーというニックネームを付けられそうになったが拒否、ホットなチリ・ソースという意味のチリがニックネームになった。
L.A.リード&ベイビーフェイスが設立したレーベル「LaFace」から1992年、シングル「エイント・2・プラウド・2・ベッグ（Ain't 2 Proud 2 Beg）」でデビュー。セカンド・シングル「ベイビー・ベイビー・ベイビー（Baby-Baby-Baby）」は全米チャート2位、R&Bチャート1位となる。彼らのデビューアルバム、Ooooooohhh...『On the TLC Tip』は、1992年2月25日にLaFace/Arista Recordsからリリースされた。アルバムに収録されている曲は、ファンク(ワトキンス)、ヒップホップ(ロペス)、R&B(トーマス)をブレンドしたもので、1980年代後半にプロデューサーのテディ・ライリーが広めた、新しいジャック・スウィング・サウンドに似ている。「What About Your Friends」も3曲目のトップ10入りとなり、トップ30シングル「Hat 2 da Back」もランクインした。オブザーバーは、アルバムとグループを説明するために「ニュー・ジル・スイング」という用語を作り出した。その後、TLCのサウンドはこのジャンルから進化したが[、SWV、デスティニーズ・チャイルド、702、ジェイド、ロペスがプロデュースしたブラックなどの同様のグループに門戸を開くまでにはならなかった。アルバム『エイント・2・プラウド・2・ベッグ（Ooooooohhh... On the TLC Tip）』は全米で500万枚以上のセールスを記録、日本では20万枚のセールスを記録する。レフト・アイはコンドームを眼帯として使用するなど、そのファッションが注目されただけでなく、当時付き合っていたフットボール選手Andre Previn Risonが持つ86万ドルの豪邸に放火したりと、何かと注目された。
セカンド・アルバム『クレイジーセクシークール (CrazySexyCool)』ではファースト・シングル「クリープ（Creep）」、セカンド・シングル「レッド・ライト・スペシャル（Red Light Special）」とヒットが続く。サード・シングルの「ウォーターフォールズ（Waterfalls）」では歌詞の内容と、当時最先端のSFXを使用したミュージック・ビデオでも大きな話題を呼び、全米チャート7週連続1位という大ヒットを記録。次のシングル「ディギン・オン・ユー (Diggin' on You)」も全米チャート5位を記録。アルバムは全米で1,000万枚以上のセールスをあげ、見事第38回グラミー賞で「最優秀R&Bアルバム賞」を獲得する。
チリは未婚のまま、1997年にダラス・オースティン（Dallas Austin）との間に、長男トロン（Tron）を出産。しかし2000年に破局。
「それまでないがしろにしていた、ファンへのお詫び」という意味を込めてタイトルを付けたサード・アルバム『ファンメール (FanMail)』を1999年リリース。ファースト・シングル「ノー・スクラブス（No Scrubs）」、セカンド・シングル「アンプリティ（Unpretty）」も全米1位となる。『ファンメール』は全世界で1,000万枚以上のセールスとなり、日本でも100万枚というセールスを記録、再びグラミー賞を獲得する。同年夏には「爽健美茶ナチュラルブリーズコンサート」でモニカとともに来日、宇多田ヒカルも含めた3つのアーティストの合同ライブを、また全米をまわるファンメール・ツアーも実施した。しかし、自分の書いた曲がアルバムに採用されないことに不満を抱いていたレフト・アイは、「ソロ・アルバムをリリースし誰が一番売れるかビルボードに判断してもらおう」といったメンバーの不仲説を煽る発言をした。
来日公演を予定していた2000年、T-ボズが鎌状赤血球症で体調を崩したことが原因で中止になってしまう。またT-ボズはラッパーのマック10（Mack 10）との間にチェイス（Chase）という名の娘をもうけ、同年8月19日にロサンゼルスで結婚。しかし、マック10がT-ボズを頻繁に脅迫したことにより、2004年に別居申請をする。
レフト・アイは2000年にショーン・ニューマンと結婚するとされたが、破局。
2001年にはレフト・アイがソロ・アルバム『Supernova』をリリース。これはレコード会社移籍など多くの問題を抱えていたため、世界中でリリースされたが全米では発売を中止した。同年Andre Risonと婚約するも、解消。

### レフト・アイの死、2人体制へ
4枚目のグループ・アルバムのレコーディング中、また自身のセカンド・ソロ・アルバム制作中の2002年4月25日夜、レフト・アイが中米ホンジュラスフティアパ近くのハイウェイでSUVを運転中、木に衝突。シートベルトをしていなかったレフト・アイは頭部の怪我により30歳の若さで他界した。この事故の瞬間はドキュメンタリー『ラスト・デイズ・オブ・レフト・アイ』に収録されている。この死亡事故に関して、警察はスピード超過によるものと判断したが、レフト・アイの母親ワンダ・ロペス（Wanda Lopes）が、事故の原因をモンテロ（Montero SUV、日本名：パジェロ）の欠陥によるものとして、2005年6月自動車メーカーの三菱自動車を相手取った訴訟を起こしている。レフト・アイの死後、T-ボズとチリはレコーディングを続行、レフト・アイがすでに録音していた音源も使い、4枚目のアルバム『3D(3D)』を2002年に完成させる。
このころ、チリとアッシャーの交際はビッグカップルとして有名だったが、アッシャーのファンが彼との情事で妊娠したことが原因で、2004年1月に破局。
T-ボズの鎌型赤血球症やレフト・アイの死もあって、事実上活動休止状態にあったが、2005年にテレビ番組のオーディションを勝ち残った、20歳のO'so Krispie（アトランタ出身）をフィーチャリングした2年ぶりになるシングル「I Bet」を、iTunes Music Store上に発表。ラップ担当でコリオグラファーでもある彼女の参加が、TLC復活を予感させたが、結局は1曲をレコーディングしただけで、本格的な復活には至らなかった。
2012年11月3日、リバプールで開催されたMusic of Black Origin AwardsにおいてTLCが「Outstanding Contribution To Music」(音楽へのめざましい貢献) という功労賞を受賞、授賞式においてT-ボズがチリと一緒にTLCとして新たなレコーディングをすることを発表した。その中でT-ボズは、「私たちは、引き続きTLCサウンドを作っていく。今この時に必要とするレベルまで進化したサウンドを、私たちはスタジオに入って、いま私たちがどうしたいかを考えはじめなきゃいけない。まず自分自身を見つけて、それから道が見つかるもの。そうすれば知らないうちにアルバムは出来上がっている」とコメント。
2017年には最後のオリジナル・アルバム『TLC』を発表。その後はライヴを中心に活動している。

## ドキュメンタリー番組の波紋
アメリカの音楽専門局VH1が、レフト・アイの遺族の協力の下、『ラスト・デイズ・オブ・レフト・アイ』と題したドキュメンタリーを放送した。その中の未公開映像で、レフト・アイが穏やかに運転している様子から一変、悲鳴が上がり、木に激突し交通事故を起こす寸前までの映像が収められ、波紋を呼んだ。

## ディスコグラフィ

### アルバム
| 年                                        | タイトル                                                      | アルバム詳細 | チャート最高位 | チャート最高位 | チャート最高位 | チャート最高位 | チャート最高位 | チャート最高位 | チャート最高位 | チャート最高位 | チャート最高位 | チャート最高位 | 認定 |
| 年                                        | タイトル                                                      | アルバム詳細 | US             | AUS            | AUT            | CAN            | GER            | NLD            | NZ             | SWE            | SWI            | UK             | 認定 |
| ----------------------------------------- | ------------------------------------------------------------- | --- | -------------- | -------------- | -------------- | -------------- | -------------- | -------------- | -------------- | -------------- | -------------- | -------------- | --- |
| 1992                                      | エイント・2・プラウド・2・ベッグ Ooooooohhh... On the TLC Tip | - 発売日: 1992年2月25日 - レーベル: LaFace - フォーマット: CD, cassette - 全米売上: 400万枚                            | 14             | 99             | —              | 78             | —              | —              | —              | —              | —              | —              | - US: 4× プラチナ - CAN: プラチナ                                                                                       |
| 1994                                      | クレイジーセクシークール CrazySexyCool                        | - 発売日: 1994年11月15日 - レーベル: LaFace, Arista - フォーマット: CD, cassette, digital download - 全米売上: 887万枚 | 3              | 5              | 16             | 6              | 4              | 4              | 1              | 11             | 10             | 4              | - US: 11× プラチナ - AUS: 2× プラチナ - AUT: プラチナ - CAN: 8× プラチナ - IFPI: プラチナ - NZ: プラチナ - UK: プラチナ |
| 1999                                      | ファンメール FanMail                                          | - 発売日: 1999年2月23日 - レーベル: LaFace, Arista - フォーマット: CD, cassette, digital download - 全米売上: 600万枚  | 1              | 15             | 17             | 3              | 7              | 9              | 6              | 16             | 11             | 7              | - US: 6× プラチナ - AUS: プラチナ - CAN: 4× プラチナ - IFPI: プラチナ - NZ: プラチナ - SWI: ゴールド - UK: プラチナ     |
| 2002                                      | 3D                                                            | - 発売日: 2002年10月10日 - レーベル: Arista - フォーマット: CD, cassette, digital download - 全米売上: 100万枚         | 6              | 73             | —              | 28             | 46             | 62             | 45             | —              | 47             | 45             | - US: プラチナ |
| 2017                                      | TLC                                                           | - 発売日: 2017年6月30日 - レーベル: 852 Musiq - フォーマット: CD, digital download - 全米売上: 1.1万枚                 | 38             | —              | —              | —              | 81             | —              | —              | —              | —              | 40             | |
| "—"は未発売またはチャート圏外を意味する。 |                                                               | |                |                |                |                |                |                |                |                |                |                | |

### コンピレーション・アルバム
- 『ナウ&フォーエヴァー-ザ・ヒッツ』 - Now & Forever-The Hits （2003年）
- The Very Best of TLC: Crazy Sexy Hits（2007年）※イギリスのみ
- 『We Love TLC』（2009年）※日本のみ
- 『TLC 20〜20thアニヴァーサリー・ヒッツ〜』（2013年）※日本のみ
- 『グレイテスト・20イヤーズ・ヒッツ』 - 20（2013年）

### DVD
- 『ナウ・アンド・フォーエバー…ザ・ビデオ・ヒッツ』 - Now & Forever - The Video Hits （2003年12月10日）
- 『ザ・グレイテスト・ビデオ・コレクション』 - Greatest Hits Video Collection （2005年12月7日）

## 来日公演
- 1999年 「爽健美茶ナチュラルブリーズコンサート」[31]

8月24日 日本武道館 （共演：宇多田ヒカル、モニカ）
- 2009年

「SPRINGROOVE09」 4月4日 幕張メッセ
「SPRINGROOVE09 EXTRA OSAKA」 4月5日 Zepp大阪（清水翔太と共演）
- 2010年 「Billboard LIVE 3rd Anniversary We Love ♥ TLC」[34]

7月14日-18日 Billboard Live Tokyo、7月19日 Billboard Live Osaka
- 2013年 「MTV VMAJ 2013」

6月22日  幕張メッセ・幕張イベントホール
- 2016年

10月27日・31日・11月2日 Billboard Live Tokyo、11月4日 Zepp Namba
「ONE LIVE with ネスカフェ アンバサダー」 10月30日 横浜赤レンガ野外特設ステージ （ローリン・ヒルと共演）
- 2024年 「30th Anniversary of CrazySexyCool」[38]

3月18日 東京・豊洲PIT
2ndアルバム『クレイジー・セクシー・クール』の発売30周年記念公演として、チリ、T-ボズの2人がDJ、ホーン隊、3人のダンサーを引き連れて来日。レフト・アイのパートは、過去の音源から抜き出した歌唱音源を使用した。また、同時期に行われたジャネット・ジャクソンの来日公演のオープニング・アクトを務めた 。